# Tyrkiets flag
Tyrkiets flag er rødt med en stor halvmåne på og en stjerne ved siden af.
Halvmåner og stjerner er gamle symboler, som blev brugt i Lilleasien i fortiden, også før islamsk tid.
Tyrkiet brugte tidligere et grønt flag med en stor halvmåne på.